# 陶瑞克-切森尼斯古城及其城郊
陶瑞克-切森尼斯古城及其城郊位于克里米亚半岛的塞瓦斯托波尔市。最初的时候，陶瑞克-切森尼斯古城及其乔拉是由一小支多利安希腊人创建的，它是黑海边最古老的城市，时间大约是在公元前5世纪。目前古城的大多数建筑已经被毁。
2013年被列入世界遗产名录。